# Academia Alemana de las Ciencias Naturales Leopoldina

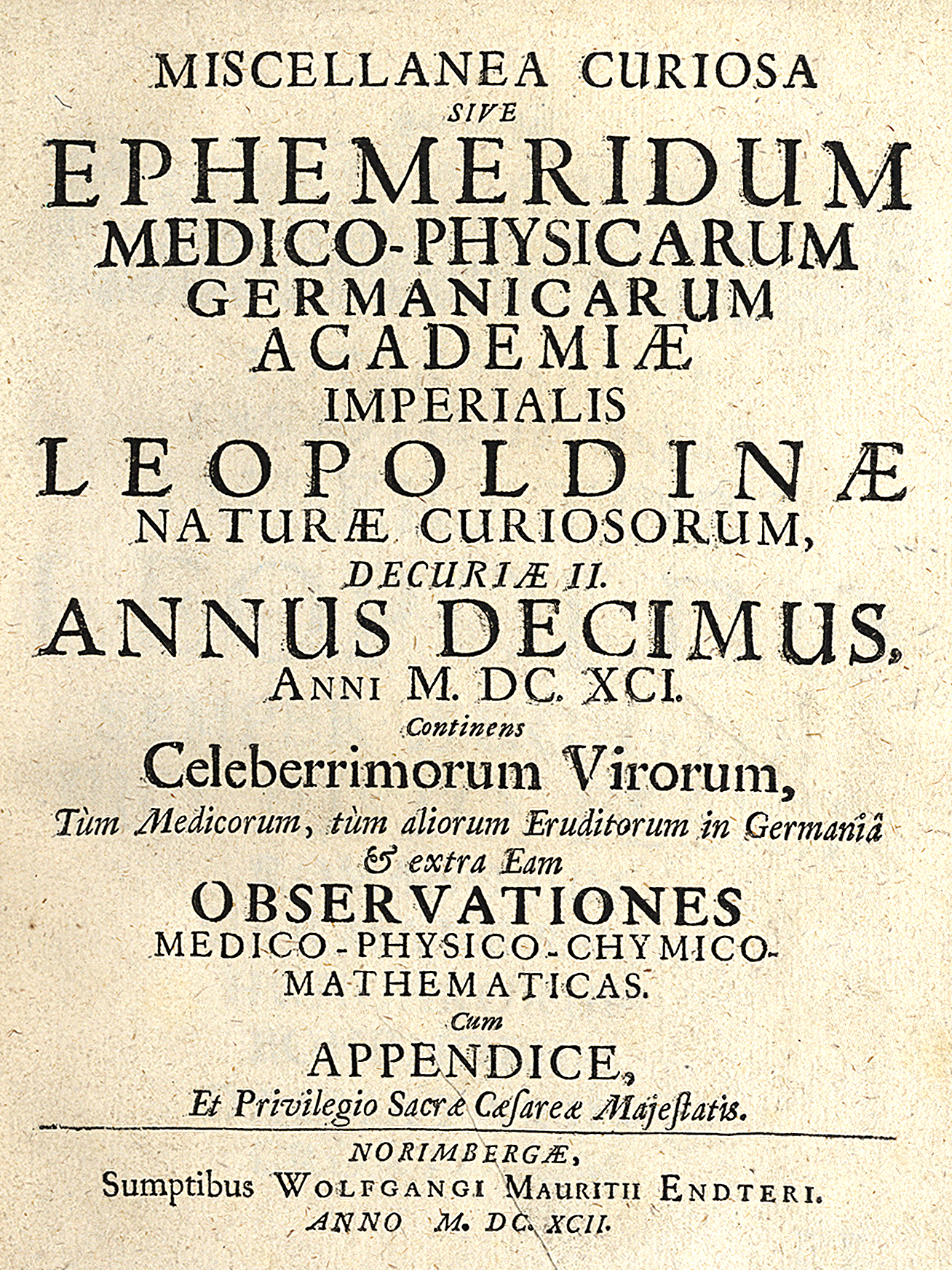
Miscellanea Curiosa (1692)

La Leopoldina (en alemán: Deutsche Akademie der Naturforscher Leopoldina - Nationale Akademie der Wissenschaften) o Academia Nacional de las Ciencias se fundó en 1652 en Schweinfurt y se afirma que es la sociedad científica más antigua del mundo. Hoy está situada en Halle en Sajonia-Anhalt.

## Biblioteca
La biblioteca de la Leopoldina fue fundada en 1731, en Núremberg, e incluye más de 260.000 volúmenes, monografías y revistas de la ciencia y la medicina. Posee un enfoque colectivo sobre las publicaciones de la historia de la ciencia, en particular las ciencias naturales y medicina, así como escrituras de sociedades científicas y asociaciones. La colección se debió principalmente a intercambios de publicaciones de la Academia con socios de todo el mundo; y a través de donaciones de los miembros de la Academia.

## Miembros
La Leopoldina es una asociación supranacional de científicos y académicos. Más de una cuarta parte de sus miembros son de países distintos de Alemania. Los nuevos miembros de la Leopoldina son elegidos por el Presidium sobre la base de la nominación de los miembros existentes y un proceso de selección en varias etapas. Actualmente cuenta con más de 1500 miembros de 30 países.

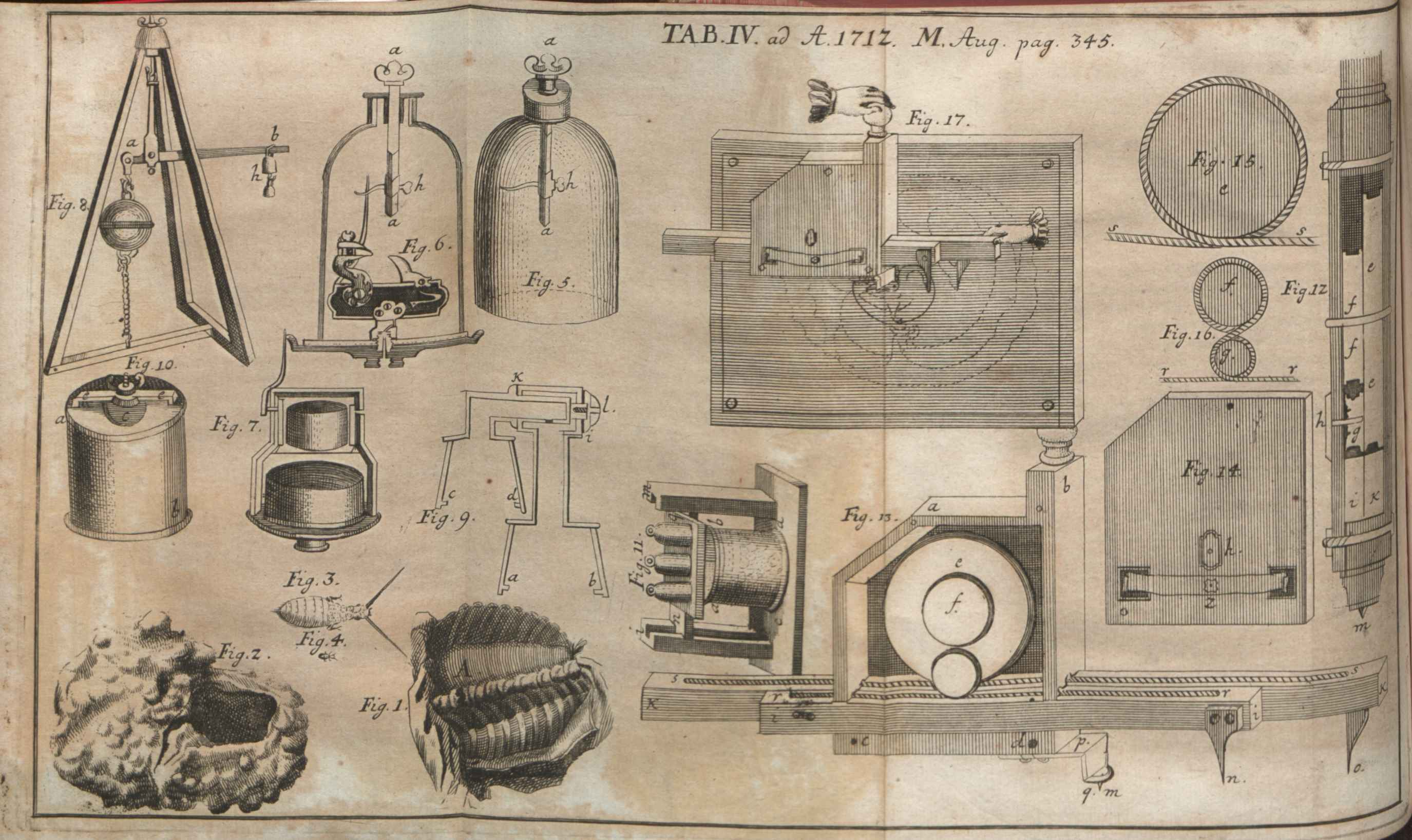
Una ilustración de Acta Eruditorum de 1712 donde se publicaron las Naturae Curiosorum Ephemerides

Desde su fundación en 1652, han pertenecido a la Academia unos 7500 académicos. Entre ellos se cuentan más de 170 premios Nobel.